# 納粹製造
《納粹製造》（英語：Invincible）是2001年上映的剧情片，由韋納·荷索编剧并导演。影片主演有蒂姆·罗斯、乔科·阿霍拉（Jouko Ahola）、安娜·古拉里（Anna Gourari）和马克斯·拉伯。影片讲述了一个犹太力士在德国的故事。虽然荷索的故事基于真实人物齐谢·布雷特巴特（Zishe Breitbart），但他仅利用布雷特巴特生活中的一些事实，将事实与虚构交织（例如，故事发生在1932年的柏林，布雷特巴特已于1925年去世），以此创作了一部关于人类力量、自我认知和为文化遗产自豪的寓言。
影片的原创配乐由德国作曲家漢斯·季默创作，与作曲家克劳斯·巴德尔特共同编写。与《誓死追緝令》（同样与季默共同编写）等影片一起，标志着巴德尔特在电影行业中的早期作品，也是他与荷索合作的几次项目之一。

## 剧情
齐谢·布雷特巴特（乔科·阿霍拉 Jouko Ahola 饰）是波兰乡村一个正统犹太铁匠的儿子。他拥有惊人的力量，主要源于他每天从事体力劳动。一位人才经纪人看到布雷特巴特在猶太小鎮的家中展现出的力量，便说服他前往柏林，寻找作为力士的工作。
哈努森（由蒂姆·罗斯饰演，暗指现实中的埃里克·扬·哈努森）是一个典型的骗子，自称神秘主义者，经营着一家卡巴萊表演酒吧。哈努森为布雷特巴特戴上金色假发和北歐式头盔，称他为“齊格弗里德”，以此将他与雅利安人身体优越的概念联系起来。这一形象深受纳粹顾客的喜爱，他也因此成为了大红人。
这是一出黑暗的喜剧，但同样也是一个深刻的戏剧故事，涉及柏林的世俗犹太人们。故事中有布雷特巴特与一位迷人的女音乐家玛尔塔之间的互动。玛尔塔是他们的老板哈努森的情妇，哈努森还对她施暴，并与一些高级纳粹分子有着联系。最终，布雷特巴特感到厌恶和失望。
布雷特巴特的小弟弟本杰明（雅各布·本杰明·温 Jacob Benjamin Wein 饰）来访，使布雷特巴特重新认识到自己应为犹太血统感到骄傲。因此，他在表演中间毫无预警地摘下金色假发，宣布自己不是“雅利安人”，自称为新的犹太人參孫。此举使他成为了当地犹太人眼中的英雄，大家纷纷涌向卡巴萊，来看他们的新參孫。然而，纳粹分子对此不太高兴，哈努森试图抹黑布雷特巴特。他试图让大家相信，布雷特巴特的力量实际上是来自于他的神秘力量，并让大家相信，连他那虚弱的女钢琴师玛尔塔也能在他的魔力下断开铁链、举起重物。
哈努森知道纳粹分子涉足神秘学，希望能成为希特勒未来政府的一员。因此，他与希姆莱和戈培爾等人勾结。然而，最终他的身份曝光，其实是捷克籍犹太骗子赫歇尔·斯坦施奈德。结果，哈努森被冲锋队绑架并杀害。布雷特巴特预见了即将发生的納粹大屠殺，返回波兰警告犹太人即将来临的灾难。不幸的是，没有人相信他，他在一次感染中不幸去世。根据最后的片尾字幕，他在1933年希特勒上台前两天死于感染。在最后一场景中，由于感染的影响，他处于昏迷状态。在梦境中，周围是聖誕島紅蟹，他看到了自己小弟弟本杰明飞离即将来临的大屠杀。

## 演员
- 乔科·阿霍拉 Jouko Ahola – 齐谢·布雷特巴特（Zishe Breitbart），在柏林神秘学卡巴萊工作的犹太力士。
- 蒂姆·罗斯 – 哈努森，卡巴萊的老板兼主角，原型为埃里克·扬·哈努森。
- 安娜·古拉里 Anna Gourari – 玛尔塔·法拉，钢琴家，哈努森的情妇。
- 西尔维娅·瓦斯 Silvia Vas – 霍尔夫人
- 乌多·基尔 – 赫尔多夫伯爵